# Olivetti ET Personal 55
Olivetti ET (Electronic Typing)  Personal 55, anche conosciuta come ETP 55, è una macchina per scrivere elettronica portatile della Olivetti, nata nel 1987 dal progetto di Mario Bellini.
La macchina per scrivere fa parte della collezione permanente del MOMA di New York.

## La macchina per scrivere
Nella macchina è presente un sistema di stampa a “margherita” intercambiabile, grazie al quale pur non essendo presente un display di visualizzazione è possibile correggere gli ultimi caratteri battuti.
Il  design di Bellini e Chiarato dona alla macchina un carattere completamente innovativo: il colore non è più nero e le forme sono più moderne.